# Ajoblanco (revista)
Ajoblanco és el nom d'una revista espanyola mensual que es va publicar entre 1974 i 1980 en la seva primera etapa i entre 1987 i 1999 en la segona. Al costat d'altres capçaleres com Star i Nova Lent, Ajoblanco va ser un dels primers punts de trobada i difusió de la contracultura a Espanya. Hi van participar la majoria dels intel·lectuals de les dues èpoques, així com col·lectius, grups de treball, cèdules crítiques i gent diversa que hi va aportar les seves singularitats i van convertir Ajoblanco en un veritable panòptic de les tensions històriques i estètiques a Espanya al llarg de més de vint anys.

## Primera etapa
La revista va aparèixer per l'impuls de Pepe Ribas, un estudiant barceloní de Dret procedent d'una família burgesa, que va aglutinar a la seva al voltant a filòsofs, poetes, arquitectes, artistes i dibuixants de còmics de l'escena contracultural de Barcelona dels anys 70. Tots ells van participar en un projecte que conjuminava l'oposició al règim franquista amb la independència dels partits d'esquerres de l'oposició (especialment, el PSUC, l'Assemblea de Catalunya i Bandera Roja). Al costat de la política, els interessos de la primera etapa d'Ajoblanco inclouen continguts socials inèdits fins llavors a Espanya com l'antipsiquiatria, l'ecologisme, el col·lectivisme, el moviment gai i l'urbanisme sostenible. Al voltant de Ribas s'establix un equip de redacció no jerarquitzat que incloïa Toni Puig, Fernando Mir (Ribas, Puig i Mir eren, en realitat, el nucli dur d'Ajoblanco), Lluís Racionero, María José Ragué, Quim Monzó, Santiago Soler Amigó, Juanjo Fernández, Jordi Alemany, Ramon Barnils (director davant les autoritats de la revista), Ana Castellar, Albert Abril, Maria Dolls Nuria Amat, Karmele Marchante, Federico Jiménez Losantos… A ells es van sumar les contribucions dels lectors de la revista, fins a 2.000 al llarg del període 1974-1980 (segons el càlcul de Ribas, expressat en una en una entrevista al diari El Mundo, el 12 de maig de 2007).
En el seu moment de major èxit (cap a 1977) Ajoblanco va comptar amb un milió de lectors, a pesar que les seves estructures mai van arribar a professionalitzar-se del tot. De fet, van ser freqüents les dissensions dintre de la redacció de la revista, on convivien l'impuls àcrata de Ribas (que va arribar a afiliar-se a la CNT) i Racionero, amb altres membres de l'equip, més propers al comunisme o al catalanisme. A partir de 1978, la revista entra en una crisi que s'accentua quan, en 1979, Ribas (que pretenia traslladar una part de la redacció a Madrid) abandona Ajoblanco. Un any després, la revista deixa de publicar-se per culpa dels seus problemes financers i de l'enfrontament entre els seus dos gerents.

## Segona etapa
Ribas, que va passar quatre anys a Madrid i dos més a Londres, va tornar a Barcelona en 1986 amb la idea de reobrir Ajoblanco. Per a això va contactar amb els altres membres del triumvirat (Toni Puig i Fernando Mir) que van començar a treballar perquè la revista tornés als quioscs l'octubre de 1987.
| «                                                                  | "Si el primer Ajoblanco va ser el del descobriment de la identitat, el segon va ser el del rigor i el de la lluita". | » |
| — José Ribas, entrevistat a El Mundo, el 12 de maig de 2007, color | |   |

La revista, en aquesta segona etapa, es professionalitza a través de la creació d'una empresa editora (Odeón) i adopta una postura molt crítica amb els governs del PSOE a Espanya i de CiU a Catalunya. Així, el 1996, i sense abandonar el seu equipatge llibertari, Ajoblanco arriba a un acord de gestió amb Unitat Editorial (l'empresa editora del també crític amb el PSOE però molt més conservador El Mundo). L'aliança va permetre que la revista, que en aquells dies havia arribat a gran rellevància a Amèrica Llatina, sobrevisqui tres anys més a pesar de la seva crisi financera.
En 1999, el número 125 d'Ajoblanco s'acomiada dels seus lectors amb la promesa de retrobar-los a internet. La pàgina de la revista, no obstant això, mai arriba a oferir continguts inèdits. Només el 2004, Ajoblanco va tornar als quioscs per un mes amb un nombre especial que incloïa una recopilació de les millors pàgines de la seva primera època. El 2007, José Ribas publica Los 70 a destajo (editat per RBA edicions), la seva crònica dels anys 70 i de la primera etapa d'Ajoblanco.

## Tercera Etapa
Segons anunci del seu fundador, Pepe Ribas, el qual compta amb Fernando Mir i Carolina Espinoza a l'equip, la revista es tornarà a editar a partir de maig de 2017, amb un volum de 180 pàgines i la voluntat que la publicació sigui quadrimestral. Amb el mateix esperit contracultural dels inicis, la revista obrirà un nou espai cultural a Barcelona, al barri de Gràcia, per tal d'animar la reflexió i el debat.